# Форт-Макферсон
Форт-Макферсон (англ. Fort McPherson) — хутір в Канаді, у Північно-західних територіях.

## Населення
За даними перепису 2016 року, хутір нараховував 700 осіб, показавши скорочення на 11,6 %, порівняно з 2011-м роком. Середня густина населення становила 13,1 осіб/км².
З офіційних мов обидвома одночасно володіли 10 жителів, тільки англійською — 695. Усього 85 осіб вважали рідною мовою не одну з офіційних, з них усі — одну з корінних мов.
Працездатне населення становило 60,9 % усього населення, рівень безробіття — 25,4 %.
Середній дохід на особу становив $36 037 (медіана $22 976), при цьому для чоловіків — $37 826, а для жінок $34 221 (медіани — $22 976 та $22 976 відповідно).
13,6 % мешканців мали закінчену шкільну освіту, не мали закінченої шкільної освіти — 50,9 %, 35,5 % мали післяшкільну освіту, з яких 15,4 % мали диплом бакалавра, або вищий.
| Статево-вікова структура населення | Статево-вікова структура населення | Статево-вікова структура населення | Статево-вікова структура населення | Статево-вікова структура населення |
| ---------------------------------- | ---------------------------------- | ---------------------------------- | ---------------------------------- | ---------------------------------- |
|                                    |                                    |                                    |                                    |                                    |
| Всього                             | Всього                             | 49,6%50,4%                         |                                    |                                    |
| 0 — 14 років                       | 0 — 14 років                       |                                    | 21,4%                              | 21,4%                              |
| 15 — 64 років                      | 15 — 64 років                      |                                    | 65%                                | 65%                                |
| 65 і більше                        | 65 і більше                        |                                    | 13,6%                              | 13,6%                              |
| 85 і більше                        | 85 і більше                        |                                    | 2,1%                               | 2,1%                               |
| Середній вік (років)               | Середній вік (років)               | 37,336,5                           | 36,9                               | 36,9                               |
| Медіана (років)                    | Медіана (років)                    | 33,532,9                           | 33,0                               | 33,0                               |
| — чоловіки — жінки                 |                                    |                                    |                                    |                                    |

| Походження мешканців:     | Походження мешканців:     | Походження мешканців: | Походження мешканців: | Походження мешканців: |
| ------------------------- | ------------------------- | --------------------- | --------------------- | --------------------- |
| Походження                |                           |                       | осіб                  | %                     |
| Корінні американці        | Корінні американці        |                       | 655                   | 93.57%                |
| Інше північноамериканське | Інше північноамериканське |                       | 15                    | 2.14%                 |
| Європейське               | Європейське               |                       | 80                    | 11.43%                |
| британське                | британське                |                       | 70                    | 10%                   |
| Африканське               | Африканське               |                       | 10                    | 1.43%                 |
| Азійське                  | Азійське                  |                       | 10                    | 1.43%                 |

## Клімат
Середня річна температура становить -7,8 °C, середня максимальна — 19,1 °C, а середня мінімальна — -34,3 °C. Середня річна кількість опадів — 325 мм.
| Клімат поселення                              | Клімат поселення | Клімат поселення | Клімат поселення | Клімат поселення | Клімат поселення | Клімат поселення | Клімат поселення | Клімат поселення | Клімат поселення | Клімат поселення | Клімат поселення | Клімат поселення | Клімат поселення |
| Показник                                      | Січ.             | Лют.             | Бер.             | Квіт.            | Трав.            | Черв.            | Лип.             | Серп.            | Вер.             | Жовт.            | Лист.            | Груд.            |                  |
| Середній максимум, °C                         | −22,69           | −20,83           | −15,88           | −4,88            | 7,73             | 18,55            | 19,07            | 15,75            | 8,46             | −3,46            | −17,05           | −21,72           |                  |
| Середня температура, °C                       | −28,47           | −26,62           | −21,69           | −10,7            | 1,92             | 12,76            | 15,35            | 12,05            | 4,75             | −7,17            | −20,76           | −25,43           |                  |
| Середній мінімум, °C                          | −34,27           | −32,42           | −27,48           | −16,48           | −3,86            | 6,96             | 11,64            | 8,33             | 1,04             | −10,88           | −24,46           | −29,14           |                  |
| Норма опадів, мм                              | 18               | 18               | 19               | 17               | 16               | 25               | 37               | 42               | 29               | 43               | 34               | 27               |                  |
| Середньомісячна швидкість вітру, м/с          | 2.00             | 2.20             | 2.60             | 2.80             | 3.10             | 3.20             | 2.90             | 2.80             | 2.70             | 2.42             | 2.20             | 2.00             |                  |
| Середньомісячна сонячна радіація, кДж/м²·день | 317              | 2009             | 7359             | 14799            | 19010            | 21389            | 18023            | 12249            | 6513             | 2435             | 560              | 50               |                  |
| --------------------------------------------- | ---------------- | ---------------- | ---------------- | ---------------- | ---------------- | ---------------- | ---------------- | ---------------- | ---------------- | ---------------- | ---------------- | ---------------- | ---------------- |
| Джерело:                                      |                  |                  |                  |                  |                  |                  |                  |                  |                  |                  |                  |                  |                  |